# Список міністрів закордонних справ Іспанії
Список міністрів закордонних справ Іспанії

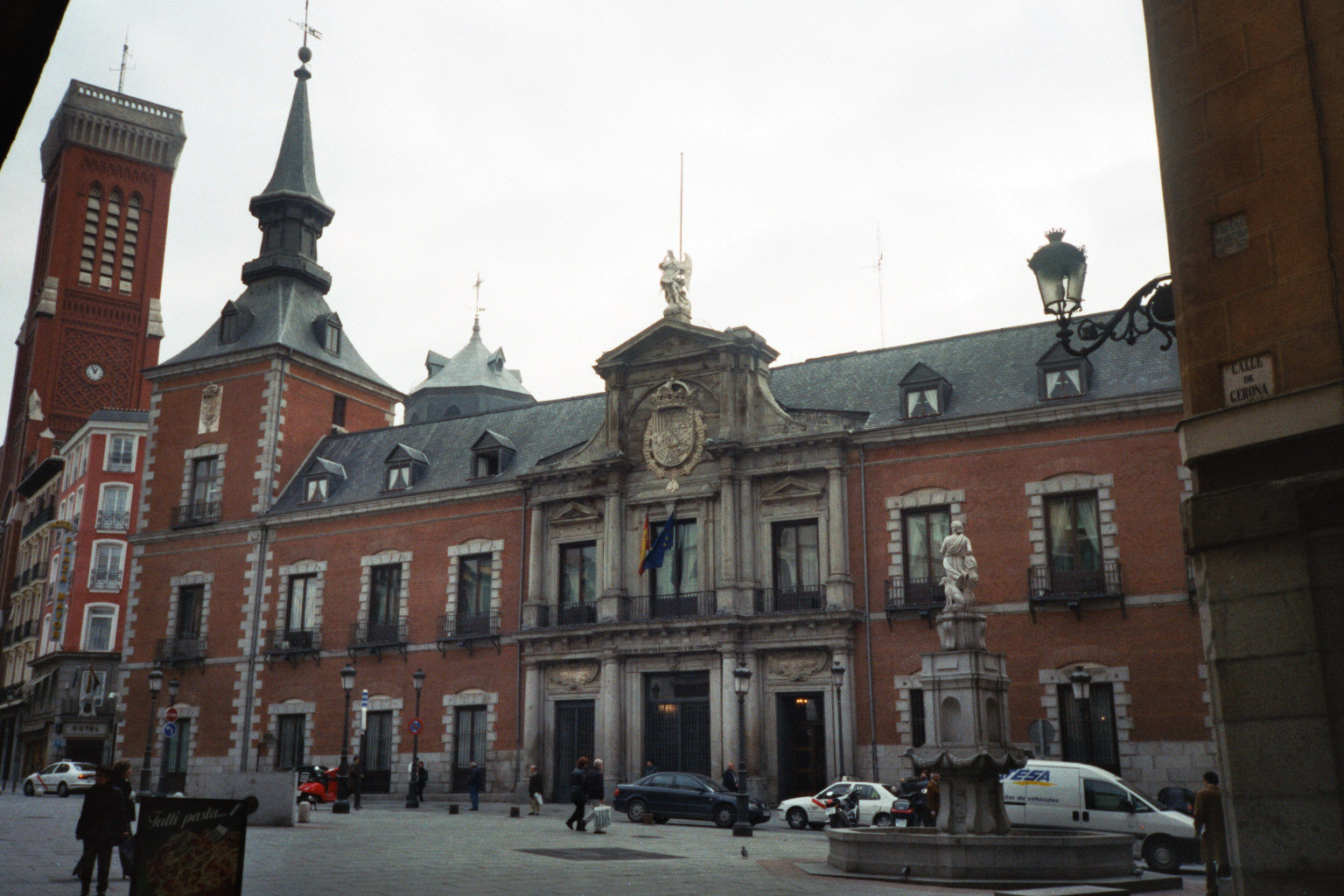
Палац Санта Круз, Міністерство закордонних справ і кооперації Іспанії

## Міністри закордонних справ Іспанії
1. Сегізмундо Морет-і-Прендергаст — (1885–1888);
2. Антоніо Агіляр-і-Корреа — (1888–1890);
3. Карлос Мануель О'Доннель Альварес-і-Абреу — (1890–1892);
4. Антоніо Агіляр-і-Корреа — (1892–1893);
5. Сегізмундо Морет-і-Прендергаст — (1893–1894);
6. Алехандро Грузар-і-Гомес де ла Серна — (1894–1895);
7. Карлос Мануель О'Доннель Альварес-і-Абреу — (1895–1896);
8. Хосе Елдуаєн Горріті — (1896);
9. Карлос Мануель О'Доннель Альварес-і-Абреу — (1896–1897);
10. Піо Гульон Іглесіас — (1897–1898
11. Хосе Гутьєррес Агуера — (1898);
12. Хуан Мануель Санчес-і-Гутьєррес де Кастро — (1898–1899);
13. Франісіско Сільвела Ле В'єльеусе — (1899–1900);
14. Вентура Гарсія Санхо Ібаррондо — (1900–1901);
15. Хуан Мануель Санчес-і-Гутьєррес де Кастро — (1901–1902);
16. Буенавентура Абарсуса Феррер — (1902–1903);
17. Мануель Маріятегуї-і-Вініалс — (1903);
18. Фаустіно Родрігес Сан Педро — (1903–1904);
19. Вентура Гарсія Санхо Ібаррондо — (1904–1905);
20. Венсеслао Рамірес де Вільяуррутія — (1905);
21. Феліпе Санчес Роман — (1905);
22. Піо Гульон Іглесіас — (1905);
23. Хуан Мануель Санчес-і-Гутьєррес де Кастро — (1905–1906);
24. Еміліо де Охеда-і-Перпіньян — (1906);
25. Хуан Перес Кабальєро-і-Феррер — (1906);
26. Піо Гульон Іглесіас — (1906);
27. Хуан Перес Кабальєро-і-Феррер — (1906–1907);
28. Мануель Альєндесалазар Муньос — (1907–1909);
29. Хуан Перес Кабальєро-і-Феррер — (1909–1910);
30. Мануель Гарсія Прієто — (1910–1912);
31. Хуан Наварро Ревертер — (1912–1913);
32. Антоніо Лопес Муньос — (1913);
33. Сальвадор Бермудес де Кастро-і-О'Лавлор, маркіз де Лема — (1913–1915);
34. Мігель Вільянуева-і-Гомес — (1915–1916);
35. Альваро де Фігероа-і-Торрес — (1916);
36. Амаліо Гімено-і-Кабаньяс — (1916–1917);
37. Хуан Альварадо-і-дель-Сас — (1917);
38. Сальвадор Бермудес де Кастро-і-О'Лавлор, маркіз де Лема — (1917);
39. Мануель Гарсія Прієто — (1917–1918);
40. Едуардо Дато — (1918);
41. Альваро де Фігероа-і-Торрес — (1918–1919);
42. Мануель Гонсалес Онторія — (1919);
43. Сальвадор Бермудес де Кастро-і-О'Лавлор, маркіз де Лема — (1919–1921);
44. Мануель Гонсалес Онторія — (1921–1922);
45. Хоакін Фернандес Пріда — (1922);
46. Франсіско Бергамін Гарсія — (1922);
47. Мануель Гарсія Прієто — (1922–1923);
48. Фернандо Еспіноса де лос Монтерос-і-Бермехільо — (1923–1925);
49. Хосе де Янгуас-і-Мессія — (1925–1927);
50. Мигель Прімо де Рівера — (1927–1930);
51. Хакобо Фіц-Джеймс Стюарт-і-Фалько, герцог де Альба — (1930–1931);
52. Альваро де Фігероа-і-Торрес — (1931.
53. Алехандро Лерру Гарсія — (1931);
54. Луїс де Сулуета-і-Есколано — (1931–1933);
55. Фернандо де лос Ріос Урруті — (1933);
56. Клаудіо Санчес-Альборнос-і-Мендуїнья — (1933);
57. Леандро Піто Ромеро — (1933–1934);
58. Рікардо Сампер Ібаньєс — (1934);
59. Хуан Хосе Роха Гарсія — (1934–1935);
60. Алехандро Лерру Гарсія — (1935);
61. Хосе Мартінес де Веласко — (1935);
62. Хоакін Урсаїс Кадаваль — (1935–1936);
63. Аугусто Барсія Трельєс — (1936);
64. Хустіно де Аскарете-і-Флорес — (1936);
65. Аугусто Барсія Трельєс — (1936);
66. Хуліо Альварес дель Вайо — (1936–1937);
67. Хосе Хіраль Перейра — (1937–1938);
68. Хуліо Альварес дель Вайо — (1938–1939);
69. Хуліан Бестейро — (1939).
70. Франсіско Гомес Хордана — (1938–1939);
71. Хуан Бейгбедер-і-Атенса — (1939–1940);
72. Рамон Серрано Суньєр — (1940–1942);
73. Франсіско Гомес Хордана — (1942–1944);
74. Хосе Фелікс де Лекеріка — (1944–1945);
75. Альберто Мартін-Артахо — (1945–1957);
76. Фернандо Марія де Кастіелья — (1957–1969);
77. Грегоріо Лопес Браво — (1969–1973);
78. Лауреано Лопес Родо — (1973–1974);
79. Педро Кортіна Маурі — (1974–1975).
80. Хосе Марія де Ареїльса — (1975–1976);
81. Марселіно Ореха Агірре — (1976–1980);
82. Хосе Педро Перес Льорка — (1980–1982);
83. Фернандо Моран Лопес — (1982–1985);
84. Франсиско Фернандес Ордоньєс — (1985–1992);
85. Хав'єр Солана — (1992–1995);
86. Карлос Вестендорп — (1995–1996);
87. Абель Матутес — (1996–2000);
88. Хосеп Піке-і-Кампс — (2000–2002);
89. Ана Паласіо — (2002–2004);
90. Мігель Анхель Моратінос — (2004–2010);
91. Тринідад Хіменес — (2010–2011);
92. Хосе Мануель Гарсія-Маргальо — (2011–2016);
93. Альфонсо Дастіс — (2016–2018);
94. Жозеп Боррель — (2018–2019);
95. Маргарита Роблес — (2019—2020);
96. Аранча Гонсалес Лая[en] — (2020—2021);
97. Хосе Мануель Альбарес — (з 12 липня 2021).

## Галерея

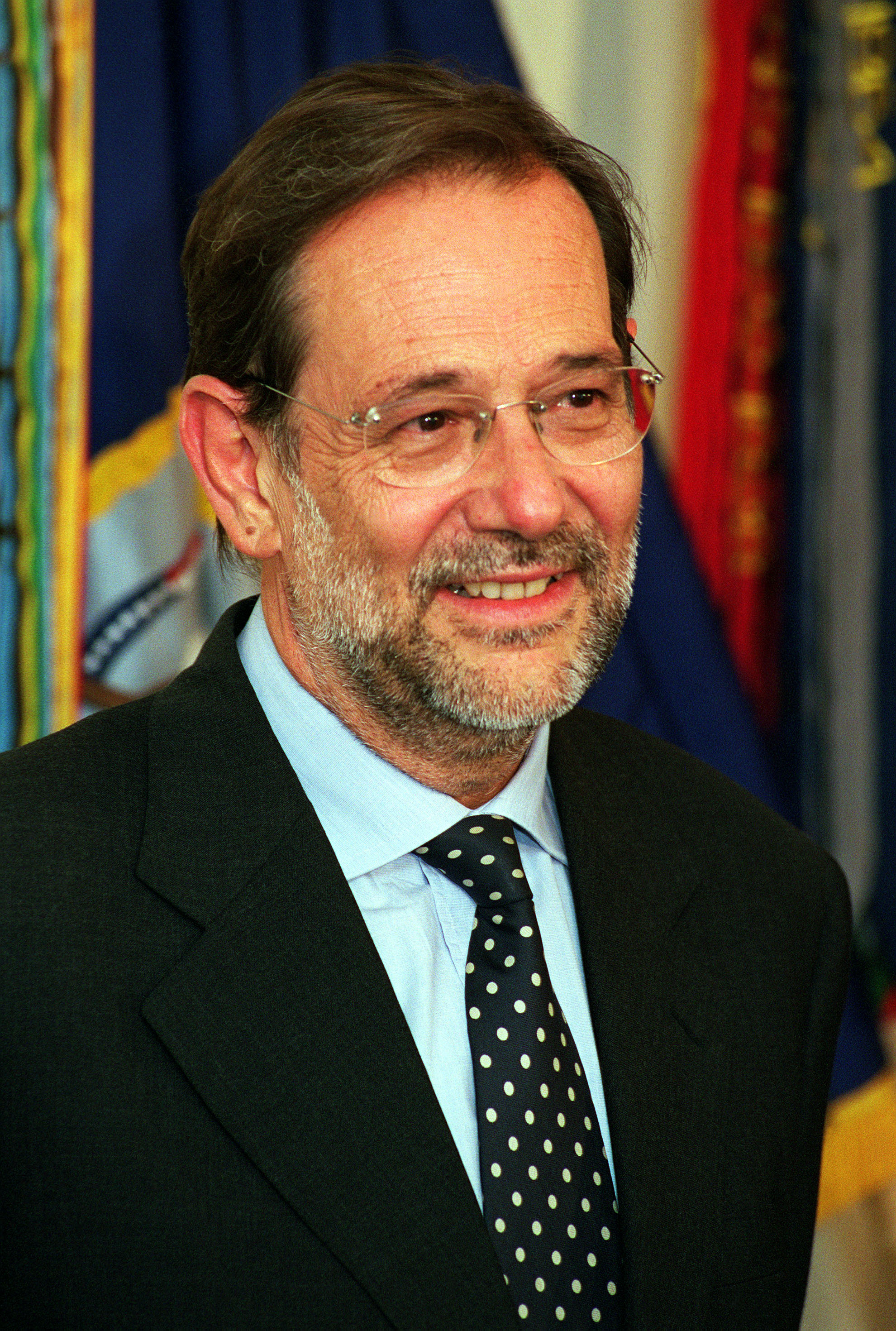
Хав'єр Солана
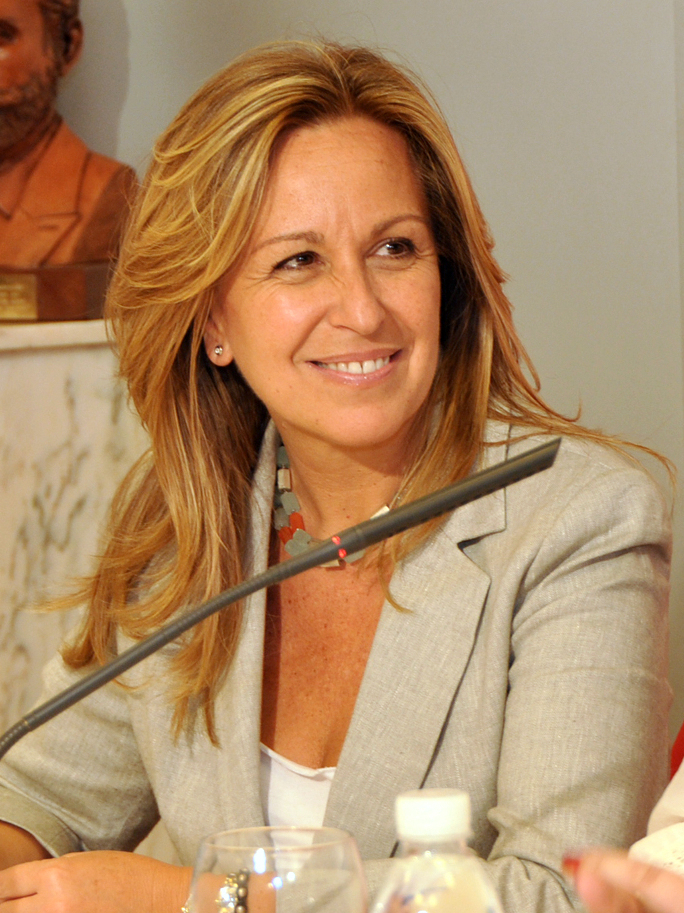
Тринідад Хіменес